# Rubens Ometto Silveira Mello
Rubens Ometto Silveira Mello (*1951[zdroj?] Piracicaba, Brazílie) je miliardář. Narodil se v roce 1951[zdroj?] v Brazílii. V roce 1972 získal titul Bc. na Polytechnické škole Univerzity v São Paulu. V současnosti je vedoucí a CEO ve společnosti Cosan, obchodující s etanolem.